# Ассоциация компаний розничной торговли
Ассоциация компаний розничной торговли (АКОРТ) — международная некоммерческая ассоциация, включающая в себя 24 федеральные торговые сети России, представляющие 30% розничного рынка РФ. Создана в 2001 году для представления интересов членов и координации их деятельности. Ассоциация входит в
Торгово-промышленную палату, Российский союз промышленников и предпринимателей и Союз участников потребительского рынка.
Общий суммарный розничный оборот компаний-членов АКОРТ в 2018 году составлял 5,44 трлн руб.
В компаниях, входящих в АКОРТ, работают более 632 тыс. человек. Более 39,5 тыс. торговых предприятий (магазины различных форматов, включая, супер и гипермаркеты) расположены в 65 российских регионах и 251 городе страны.

## Члены АКОРТ
По состоянию на июль 2025 года ассоциация объединяет следующие компании:
- Азбука вкуса
- Ашан Ритейл Россия
- Глобус
- Группа компаний «Детский мир»
- Группа компаний «Дикси»
- Лемана Про
- Лента
- Группа «М.Видео — Эльдорадо» (М.Видео и Эльдорадо)
- Магнит
- Мария-Ра
- Mercury Retail («Красное&Белое» и «Бристоль»)
- Метро Кэш энд Керри
- О’Кей
- СТД «Петрович»
- Снежная королева
- Спар Миддл Волга
- Спортмастер
- Яндекс.Go
- Bosco di Ciliegi
- DNS
- Kari
- OBI
- R-Mixed
- Х5 Retail Group (Пятёрочка и Перекрёсток)

## Председатели президиума
- 2011—2015 — Илья Адольфович Якубсон[7]
- 2015—2018 — Илья Вадимович Ломакин-Румянцев[8]
- 2018 — 2021 — Сергей Юрьевич Беляков[9]
- 2021 - 2025 - Игорь Евгеньевич Караваев
- с 25 февраля 2025 по настоящее время - Станислав Алексеевич Богданов

## Исполнительные директора
- с 7 ноября 2008 по сентябрь 2013 - Илья Вячеславович Белоновский
- с сентября 2013 по ноябрь 2015 - Андрей Николаевич Карпов